# Die Ermordung eines chinesischen Buchmachers
Die Ermordung eines chinesischen Buchmachers (auch Mord an einem chinesischen Buchmacher; englischer Originaltitel The Killing of a Chinese Bookie) ist ein 1976 erschienener Gangsterfilm des US-amerikanischen Independent-Filmers John Cassavetes.
Die dynamische Handkamera setzte Cassavetes schon 20 Jahre vor dem dänischen Dogma-Stil ein: Der Zuschauer nimmt hautnah teil an der brutalen Realität einer Großstadt der Vereinigten Staaten – ohne den üblichen Glamour Hollywoods. In den USA kam der Film bei Kritikern und Zuschauern schlecht an, in Europa bewunderte man die tiefgründige Psychologie der Figuren, die ohne jedes Psychologisieren auskommt, die hervorragenden Schauspieler mit Ben Gazzara in einer seiner Glanzrollen  und die Würde und Liebe, die Cassavetes seinen Protagonisten auch in diesem Film angedeihen lässt.

## Handlung
Der Nachtclubbesitzer Cosmo Vitelli verspielt in einem Club in Santa Monica 23.000 Dollar. Weil er die Spielschulden nicht bezahlen kann, wird er von den Inhabern der Spielhölle vor die Wahl gestellt, entweder selbst zu sterben, oder einen ihrer Konkurrenten in Chinatown zu töten.
An sich gutherzig, aber mit den Regeln der Unterwelt vertraut, sieht Vitelli keinen anderen Ausweg. Nahezu emotionslos und durchaus professionell ermordet der Korea-Veteran den chinesischen Buchmacher, selbst ein hochrangiger Gangsterboss. Jenen Mafiosi, die ihn zum Morden gedrängt haben und ihn hinterher beiseiteschaffen wollen, kann er entkommen.
Doch am Ende sehen wir Vitelli vor seinem Club stehen, wie immer, möchte man meinen – wäre da nicht sein blutverschmiertes Jackett, nachdem ihn eine Kugel getroffen hat.

## Kritiken
„John Cassavetes […] wandte sich hier erstmals dem Gangsterfilm zu, ohne freilich dessen Regeln zu akzeptieren. Im Gegensatz zu seinen vorangegangenen Filmen stieß sein sehr auf die Schauspieler ausgerichteter Inszenierungsstil diesmal auf völlige Ablehnung – in den Vereinigten Staaten wurde Die Ermordung… fast einhellig verrissen. Die europäische Kritik jedoch war begeistert.“

„Atmosphärisch sehr dicht und differenziert in der Charakterzeichnung […]“

„Ben Gazzaras Nachtclubbesitzer Cosmo Vittelli ist ein trauriger Selfmademan, von einem obskuren Lebenstraum getrieben […] Cosmo macht mit seinen breiten Hemdkragen, dem selbstsicheren Auftreten und der roten Orchidee im Knopfloch einen windigen Eindruck, aber es ist diese ihm eigene Moralität, die ihn im Gangstermilieu wie einen Fremdkörper erscheinen lässt. […] Eine tragische Selbstbehauptungsgeschichte im Gewand eines Gangsterfilms.“

„John Cassavetes ist der unabhängigste der unabhängigen Filmemacher, nicht weil er mit den Versatzstücken des Thrillers spielen oder sich an ihnen abarbeiten würde. Cassavetes nimmt sich nicht die Freiheit, sondern er hat sie einfach. Es ist die Freiheit, Kamera, Schnitt und Musik völlig subjektiv und exzessiv für seine Themen und Obsessionen zu nutzen. […] Selten hat das Kino eindringlicher von der Verlorenheit eines Menschen erzählt.“